# Funkcja okresowa
Funkcja okresowa – funkcja, której wartości „powtarzają się” cyklicznie w stałych odstępach (ścisła definicja poniżej). Klasycznym jej przykładem jest funkcja sinus:
Funkcje okresowe mogą służyć do modelowania zjawisk okresowych w fizyce – np. ruchu wahadła czy planety – a także w biologii, medycynie, ekonomii i innych dziedzinach nauki.

## Definicja dla funkcji liczbowych
Niech {\displaystyle D\subset \mathbb {R} } oraz niech {\displaystyle f\colon D\to \mathbb {R} } będzie funkcją o wartościach rzeczywistych określoną na zbiorze {\displaystyle D.} Okresem funkcji {\displaystyle f} nazywamy dowolną liczbę {\displaystyle T} różną od zera (niekiedy zakłada się, że {\displaystyle T>0}) o następujących własnościach:
1. dla dowolnej liczby {\displaystyle x\in D,} również liczby {\displaystyle x+T,x-T} należą do {\displaystyle D} (niekiedy opuszcza się warunek {\displaystyle x-T\in D})
2. dla każdego {\displaystyle x\in D} zachodzi równość {\displaystyle f(x+T)=f(x).}

Jeśli jakaś funkcja ma okres, nazywamy ją funkcją okresową; funkcję o okresie {\displaystyle T} nazywa się czasem skrótowo funkcją {\displaystyle T}-okresową.
Pierwszy z powyższych warunków gwarantuje, że dziedzina funkcji okresowej ma odpowiednią strukturę, tj. biorąc jakąkolwiek liczbę {\displaystyle x,} dla której wyrażenie {\displaystyle f(x)} ma sens, żądamy, aby miało ono sens również dla {\displaystyle x+T,} a w konsekwencji i dla {\displaystyle x+2T,} {\displaystyle x+3T} itd. (oraz {\displaystyle x-T,} {\displaystyle x-2T} itd.). Przykładowo, nie ma sensu np. mówić o okresowości funkcji określonej na przedziale ograniczonym, gdyż, mówiąc nieściśle, nie powstaje on przez cykliczne powtarzanie jakiegoś kawałka w nieskończoność. Warunek, by {\displaystyle x-T\in D} (niekiedy opuszczany), zapewnia, że dziedzina rozciąga się nie tylko od pewnego miejsca do plus nieskończoności, ale także w przeciwnym kierunku.
Drugi warunek stanowi sedno pojęcia okresowości: implikuje on, że nie tylko dziedzina, ale również wykres funkcji {\displaystyle f} powstaje przez położenie obok siebie nieskończenie wielu przesuniętych coraz dalej kopii tego samego zbioru. Zauważmy, że nie ma potrzeby dodawania warunku {\displaystyle f(x-T)=f(x);} kładąc bowiem {\displaystyle x-T} zamiast {\displaystyle x} w warunku 2, otrzymujemy {\displaystyle f(x)=f((x-T)+T)=f(x-T).}

## Przykłady i podtypy
Przykładami funkcji okresowych są:
- funkcje trygonometryczne:
  - {\displaystyle 2\pi }-okresowe sinus, cosinus, secans, cosecans,
  - {\displaystyle \pi }-okresowe tangens, cotangens,
- funkcja stała (której okresem jest każda liczba różna od zera),
- funkcja Dirichleta, dana wzorem:

{\displaystyle D(x):={\begin{cases}1,&{\text{gdy }}x{\text{ wymierne,}}\\[2pt]0,&{\text{gdy }}x{\text{ niewymierne}}.\end{cases}}}
Jej okresem jest dowolna niezerowa liczba wymierna i tylko takie liczby są jej okresami.
- Funkcja wykładnicza ex rozpatrywana na zbiorze liczb zespolonych. Jej okresem podstawowym jest {\displaystyle 2\pi i.}

Jeśli wśród dodatnich okresów funkcji {\displaystyle f} istnieje najmniejszy, to nazywa się go okresem podstawowym lub zasadniczym. Funkcja okresowa nie musi mieć okresu podstawowego, na przykład dla funkcji stałych oraz funkcji Dirichleta.
Jeśli funkcja okresowa ma dodatkowe właściwości – zwane warunkami Dirichleta – to jest równa swojemu szeregowi Fouriera.
Na płaszczyźnie zespolonej szczególnie istotne są funkcje eliptyczne (dwuokresowe).

## Własności
- Jeśli {\displaystyle T} jest okresem, to każda całkowita wielokrotność liczby {\displaystyle T} też jest okresem funkcji.
- Suma i iloczyn funkcji okresowych o wspólnej dziedzinie i okresie {\displaystyle T} są funkcjami okresowymi o okresie {\displaystyle T.} Okres podstawowy nie musi być zachowany, może się zmniejszyć lub przestać istnieć. Na przykład: {\displaystyle \sin {x}+(-\sin {x}).}
- Ogólniej: jeśli dwie funkcje okresowe mają okresy współmierne, tj. {\displaystyle T_{1}/T_{2}\in \mathbb {Q} ,} to suma tych funkcji również jest okresowa[1]. W przeciwnym wypadku ta suma jest funkcją prawie okresową[1].
- jeśli funkcja okresowa jest ciągła, to jest stała lub ma okres podstawowy (zasadniczy)[2];
- Jeśli funkcja okresowa {\displaystyle f\colon \mathbb {R} \to \mathbb {R} } o okresie {\displaystyle T} jest różniczkowalna, to jej pochodna {\displaystyle f'} również jest funkcją okresową o okresie {\displaystyle T}[potrzebny przypis].

## Definicja dla półgrup
Niech {\displaystyle (G,*)} będzie półgrupą, a {\displaystyle f\colon G\to Y} funkcją określoną na {\displaystyle G.} Jeśli istnieje taki element {\displaystyle T} w {\displaystyle G} (nie będący elementem neutralnym), że {\displaystyle f(x*T)=f(x)} dla dowolnego {\displaystyle x\in G,} to nazywamy go okresem funkcji {\displaystyle f,} a samą funkcję nazywamy okresową.
Ta definicja nie jest uogólnieniem definicji podanej wcześniej, bo tym razem nie założono istnienia odpowiednika liczby {\displaystyle x-T.} Jeśli {\displaystyle G} jest grupą, to warunek ten jest spełniony. Niemniej jednak tak ogólna definicja może być pożyteczna – obejmuje ona np. ciągi okresowe, tj. funkcje okresowe określone na zbiorze liczb naturalnych. Zauważmy również, że:
- samą definicję można by napisać nawet w przypadku zbioru z określonym jakimkolwiek działaniem (tj. niekoniecznie łącznym);
- w przypadku półgrup nieprzemiennych należy odróżniać zdefiniowany powyżej prawy okres od lewego okresu.